# Zo d’Axa

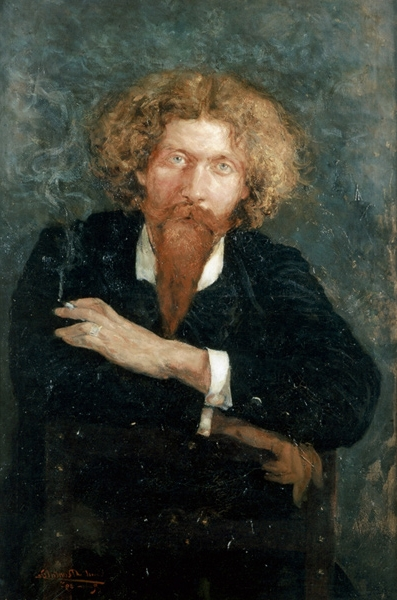
Porträt von Constant Montald, 1891

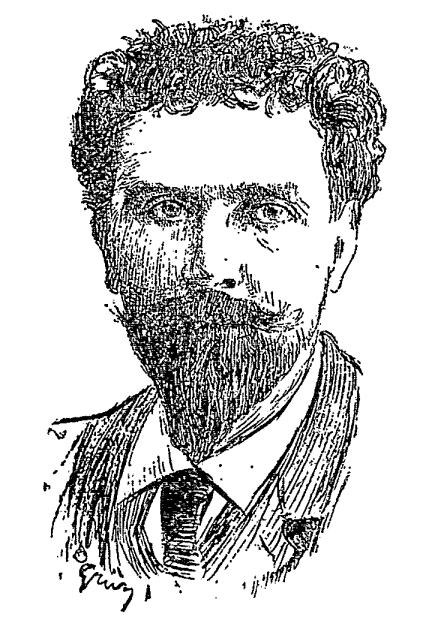
Zo d’Axa gezeichnet von Jules-Alexandre Grün. Erschienen in La Plume 1893

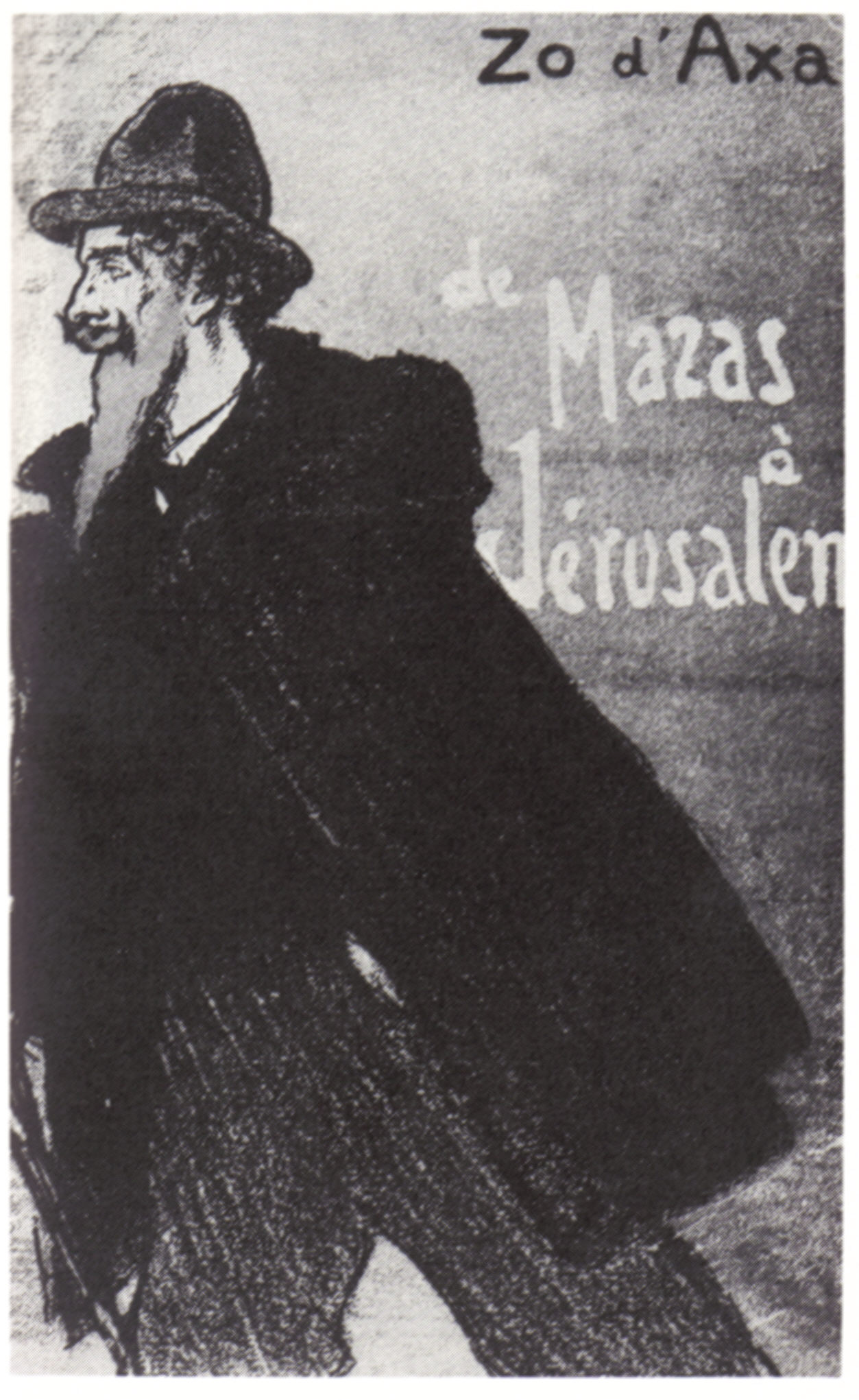
„de Mazas à Jérusalem“ – Titelbild der Erstausgabe 1895

Alphonse Gallaud de la Pérouse, nach einigen Quellen Alphonse Galland, genannt Zo d’Axa (* 24. Mai 1864 in Paris; † 30. August 1930 in Marseille) war ein Anarchist, Antimilitarist, Autor und satirischer Journalist. Er war Gründer der Zeitschriften „L'Endehors“ und „La Feuille“.

## Leben
Zo d'Axa wurde in eine bürgerliche, wohlhabende katholische Familie geboren. Er war der Sohn eines hohen Eisenbahnfunktionärs von Orléans. Sein Großvater war Milchlieferant für den kaiserlichen Prinzen und stammte vom Seefahrer Jean-François de La Pérouse ab. Seine Schwester Marie durchquerte, mehrere Jahre als Mann verkleidet, Tibet und schrieb eine Geschichte des Buddhismus.
Nach Studien am Lycée Chaptal engagierte sich Zo d'axa 1882 nach einem Zwischenspiel bis zum Gefreiten bei einem Kürassierregiment bei den „Chasseur d'Afrique“ (afrikanischen Feldjägern) der französischen Kolonialstreitkräfte, von wo er rasch desertierte, nachdem er die Frau eines vorgesetzten Offiziers verführt hatte. Als Flüchtling in Brüssel arbeitete er bei der Zeitschrift Nouvelles du jour (deutsch: Neuigkeiten des Tages) und einigen rechtsstehenden Zeitschriften mit und wurde einige Zeit lang Sekretär an den Theatern von Alcazar und Eden. Nach der Veröffentlichung eines poetischen Essays mit dem Titel Au Galop (deutsch: Im Galopp) setzte er sich aus Brüssel mit der Tochter eines Apothekers ab. Er ging nach Italien, wo ihn sein Weg von Turin, Florenz und Neapel nach Rom führte, wo er in der Villa Medici verkehrte und dort unter anderem den Malern Scipione Vannutelli und Cesare Biseo begegnete und für sie Modell saß. In dieser Zeit arbeitete er als Kunstkritiker für die Zeitschrift L'Italie.
Die Amnestie von 1889 ermöglichte Zo d'Axa die Rückkehr nach Frankreich. Zu dieser Zeit begab er sich in das libertäre Milieu, obwohl sein Individualismus ihn dazu brachte, das Etikett Anarchist zurückzuweisen. Er gründete im Mai 1891 die Zeitschrift Endehors (deutsch: Außerhalb), eine Wochenzeitschrift, deren Titel allein seine Gedanken zusammenfasste. Vom Endehors wurden 91 Ausgaben bis 1893 herausgegeben; der Titel wurde 1922 von Émile Armand wieder aufgegriffen. Die Mitarbeiter der Zeitschrift waren nicht alle Anarchisten und unter ihnen waren Tristan Bernard, Georges Darien, Lucien Descaves, Sébastien Faure, Félix Fénéon, Bernard Lazare, Errico Malatesta, Charles Malato, Louise Michel und Octave Mirbeau. In einer Atmosphäre der Propaganda der Tat und der Attentate war L'En dehors schnell Ziel der Behörden und erfuhr Durchsuchungen, Verfolgungen und Erfassungen. D'Axa, Louis Matha und Lecoq wurden schließlich verurteilt.
Nach der Verhaftung von Ravachol und seinen Genossen startete d'Axa eine Subskription für die Kinder der Gefangenen und gab den Familien Geld, was zu seiner eigenen Verhaftung wegen „Teilnahme an einer Verbindung von Missetätern“ führte. Geheim eingekerkert im Gefängnis von Mazas, ohne Recht auf Besuch von Angehörigen und eines Anwalts, verweigerte er sich den Verhören und der Unterzeichnung egal welcher Dokumente. Als er zu Monatsende auf Widerruf freigelassen wurde, erklärte er ironisch: „Unsere arme Freiheit, immer nur auf Widerruf!“
Nach seiner Freilassung verstärkte Zo d'Axa seine Veröffentlichungstätigkeit. Wegen eines Artikels von Jules Méry, der als Beleidigung für die Armee gewertet wurde, erlitt d'Axa erneute Verfolgung und ging nach London, wo er Charles Malato, Louise Michel – die seinen Großvater kannte –, Georges Darien, Émile Pouget und den Malern Maximilien Luce, Camille Pissarro und James Whistler begegnete. Anschließend ging er mit einer Truppe von Wandermusikanten in die Niederlande und nach Deutschland, wo er kurzzeitig mit Holzfällern des Schwarzwalds lebte.
Er begab sich dann nach Mailand, wo ein Prozess gegen Anarchisten stattfand. Mitten in der Nacht wurde er ergriffen und mit anderen Anarchisten aus Italien verwiesen. Nachdem er an Bord des Schiffes eine Revolte organisiert hatte, fuhr das Schiff nach Griechenland, wo er Athen besuchte und in den Ruinen des Parthenon schlief. Danach ging er nach Konstantinopel, wo er kurzfristig arretiert wurde, und begab sich dann im Januar 1893 nach Jaffa. Auch dort wurde er festgesetzt und für einige Wochen beobachtet. Er flüchtete zum Konsulat Großbritanniens, wurde aber trotzdem auf das Boot La Gironde eingeschifft, um in Marseille den französischen Behörden übergeben zu werden. Dort verbrachte er einige Tage im Gefängnis als Gefangener nach lokalem Recht. Nach Paris verbracht, musste er achtzehn Monate im Gefängnis Sainte-Pélagie als politischer Gefangener verbringen, wo er die Möglichkeit ablehnte, ein Gnadengesuch zu unterzeichnen.
Zo d'Axa wurde im Juli 1894 freigelassen. Er veröffentlichte daraufhin De Mazas à Jérusalem, das er in Haft verfasst hatte, und erhielt hervorragende Besprechungen. Trotz dieses Erfolgs hatte er große Schulden, seine Zeitung war tot, und seine Mitarbeiter in alle Winde zerstreut. So stellte er bis zur Dreyfus-Affäre alle öffentlichen Aktivitäten ein. Er wurde Dreyfus-Anhänger wegen des Prinzips der Gerechtigkeit und um sich der Armee entgegenzustellen, obwohl ihm die Person Dreyfus nicht sympathisch war: „Wenn dieser Herr kein Verräter war, er war Hauptmann; Schwamm drüber.“ Er gründete eine neue Zeitschrift, La Feuille (deutsch: Das Blatt), wo er die wesentlichen Texte verfasste, die unter anderem von Steinlen, Luce, Anquetin, Willette und Hermann-Paul illustriert wurden.
Bis 1899 veröffentlichte Zo d'Axa in La Feuille verschiedene antimilitaristische und antikapitalistische Artikel. Er lancierte eine Kampagne gegen Kindergefängnisse. Bei den Wahlen kürte La Feuille einen Esel zum offiziellen Kandidaten; während dieser durch Paris spazierengeführt wurde, erregte er einen Skandal. Am Tag des Wahlganges ließ sich Zo von einem durch den weißen Esel gezogenen Panzer durch die Stadt ziehen, dem eine zahlreiche, lachende Menge folgte. Die Polizei erschien und wollte der Demonstration ein Ende setzen und den Esel ins Tierheim bringen, woraufhin sich ein Krawall entzündete und Zo d'Axa den Esel mit den Worten „Das ist nicht mehr wichtig, dies ist nun ein offizieller Kandidat!“ freiließ.
All diese Aktivitäten führten zur Ermüdung. Ab 1900 ging er erneut nach Großbritannien und Kanada, Mexiko und Brasilien, China, Japan und Indien. Von all diesen Ländern schickte er Artikel, in denen sich sein Durst nach Gerechtigkeit wiederfand. In den Vereinigten Staaten besuchte er beispielsweise die Witwe Gaetano Brescis, der den italienischen König Umberto I. getötet hatte.
Zurück in Frankreich lebte er bei Marseille auf einem Schubkahn, wo er ein gelangweiltes, die Natur des Menschen pessimistisch bewertendes Leben führte, dem er am 30. August 1930 ein Ende setze.

## Veröffentlichungen
- Zo d'Axa: Leben ohne zu warten: Von Mazas nach Jerusalem. Edition Nautilus / Nemo Press. Übersetzt von G. Bauer. Hamburg 1984. ISBN 3-922513-15-8
- De Mazas à Jérusalem (1895). Mit Zeichnungen von Lucien Pissarro, Steinlen und Félix Vallotton. (fr.)
- L'En dehors (1891–1893) (fr.)
- La Feuille (1897–1899) (fr.)